# 曾望宏
曾望宏（？—？），字實夫，江西吉安府泰和县人，民籍，明朝政治人物。進士出身。

## 生平
成化十六年庚子科江西鄉試舉人。成化二十年（1484年）甲辰科第三甲第115名進士。历官南京刑部郎中，弘治八年（1495年）升常州府知府，十二年正月考察以才力不及调用。